# Rai News 24
Rai News 24 é o primeiro canal de televisão italiano de notícias 24 horas, sediado em Roma, e que foi inaugurado no dia 26 de abril de 1999 pela empresa estatal RAI. É o canal de notícias mais visto no Itália.
O conceito do canal é oferecer informações completas em tempo real (e sempre atualizado). À noite (das 1h às 6h), quando todos os outros canais italianos de notícias apenas seguem o ciclo de repetição contínuo, RaiNews24 ainda está ao vivo para trazer os telespectadores as últimas notícias. A programação é formada por blocos de 30 minutos, que são atualizados continuamente, tendo 15 minutos de jornais. São exibidos pequenos blocos sobre o trânsito (de CCISS), clima, esportes e mercados de ações. No canto inferior direito no ticker da tela, o canal corre movimentos do FTSE MIB.

## Historia
O canal RaiNews24 entrou no ar no dia 26 de abril de 1999 às 6h, tornando-se o primeiro canal do Itália a exibir somente notícias durante as 24 horas do dia.

## Programas
- Oggi in Prima
- Sport24
- Studio24
- Domenica24
- Lunedì Sport
- CCISS Viaggiare Informati
- Meteo
- Telegram
- Economia24
- Il Caffe'
- Week End al Cinema
- Newsroom Italia

## Websites
- Rai News (em italiano)